# Marcos, primo de Barnabé

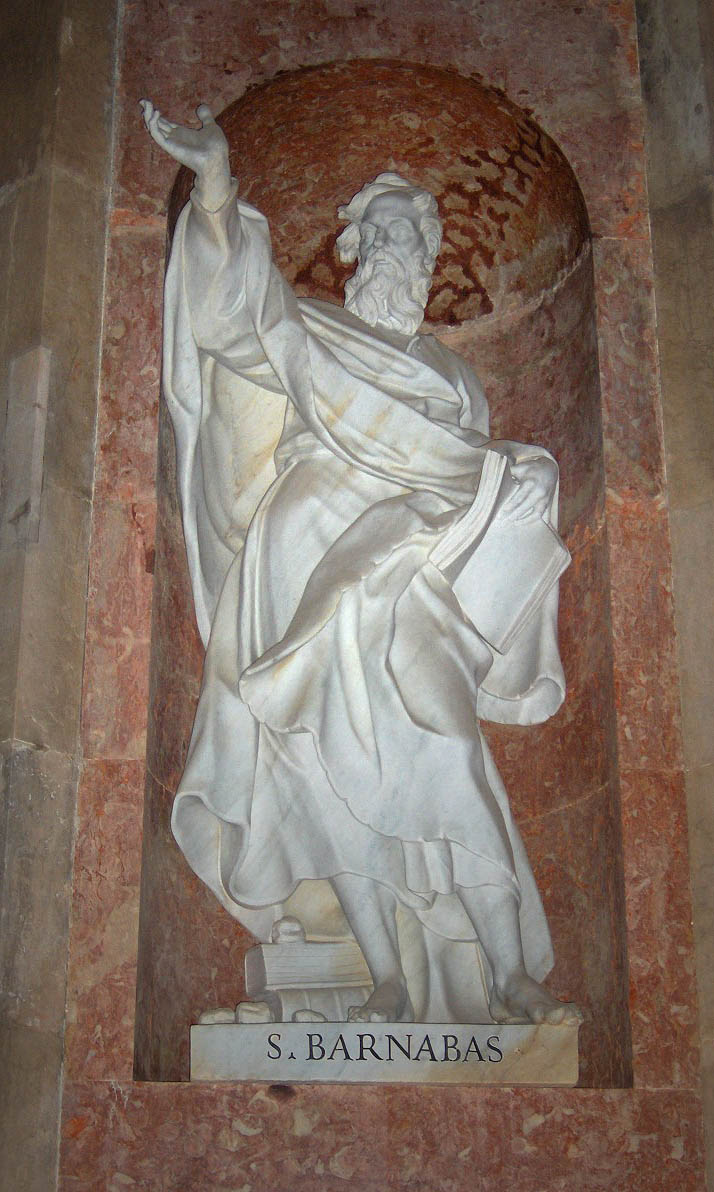
São Barnabé, primo de Marcos.
Estátua na igreja do Palácio Nacional de Mafra, em Mafra, Portugal

Marcos, primo de Barnabé é um personagem do Novo Testamento, geralmente identificado como sendo João Marcos (e, por consequência, Marcos, o Evangelista). Porém, Hipólito de Roma, em sua obra "Sobre os Setenta Discípulos", trata os três como pessoas diferentes. Ele seria o primo do apóstolo Barnabé.

## Identidade
Marcos, primo de Barnabé, aparece em duas passagens do Novo Testamento. Em Colossenses 4:10, Paulo saúda Aristarco e pede que Marcos seja bem recebido pela comunidade de Colossas[nota a]. Em Filemom 1:24, Marcos aparece novamente ao lado de Aristarco, mas ali Paulo não afirma claramente que este seria o "primo de Barnabé"[nota b]. Hipólito afirma que este Marcos é distinto de João Marcos (de Atos 12:12; Atos 12:25; Atos 13:5; Atos 13:13 e Atos 15:37) e de Marcos (2 Timóteo 4:11). Eles todos fazem parte dos Setenta Discípulos (eles são os números 56, 65 e 14, respectivamente), que foram enviados por Jesus para pregar na Judeia pouco antes de sua crucificação. Hipólito diz ainda que Marcos, primo de Barnabé, era o líder da igreja apostólica e bispo de Apolônia.
Aparentemente Marcos, primo de Barnabé, estava com Paulo durante a sua primeira passagem na prisão em Roma, pois foi dali que ele escreveu as suas quatro epístolas da prisão: Efésios, Colossenses, Filemom e Epístola aos Filipenses.